# Catocala timandra
Catocala timandra là một loài bướm đêm trong họ Erebidae.